# دان (باستان‌شناسی)

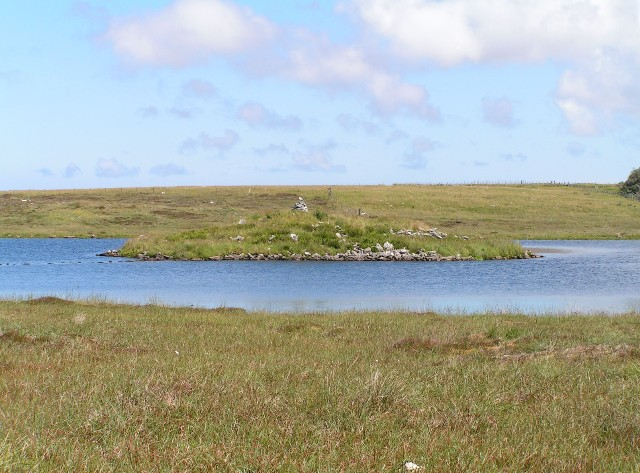
دان ویرانه‌ای در اسکاتلند

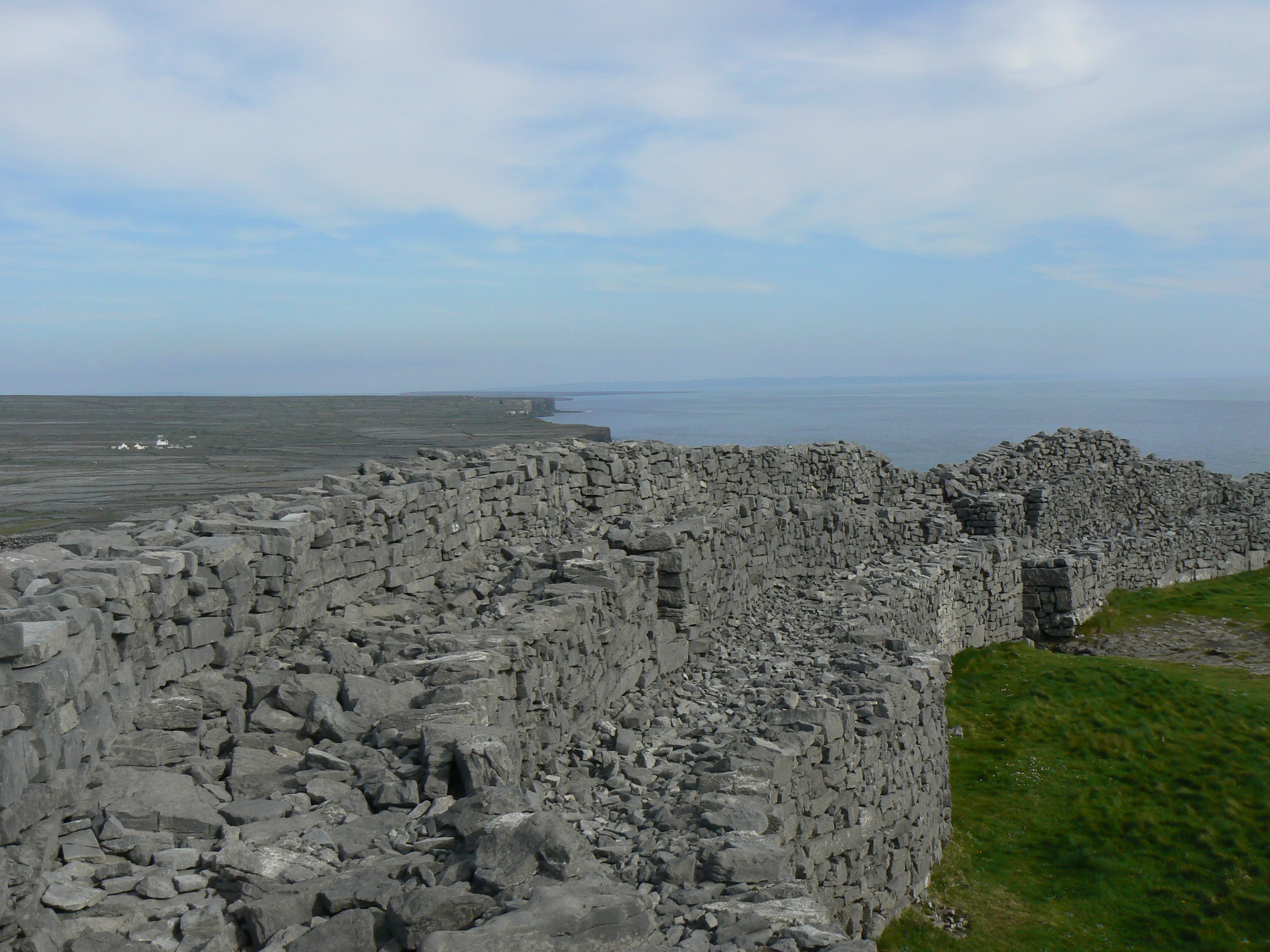
دیوارهای دانی در ایرلند.

دان (انگلیسی: Dun) استحکامی نظامی در جزایر بریتانیا از دوران کهن یا قرون وسطی است که هم نوعی تپه‌قلعه است و هم نوعی کلبه گرد آتلانتیک. به‌نظر می‌رسد ساخت دان‌ها با ورود سلت‌ها در قرن هفتم پ.م. آغاز شده باشد. دان‌ها شبیه سنگ‌دژها هستند ولی از آن‌ها کوچکترند و احتمالاً توان تحمل سازه‌ای چندان بلند را نداشته‌اند. هر دان یک دیوار درونی و یک دیوار بیرونی داشته. این دیوارهای چوبی و سنگی بوده‌اند.